# Агафонова Аліса Олександрівна
Аліса Олександрівна Агафо́нова (народ. 15 січня 1991 року в Харкові, СРСР) — українсько-турецька фігуристка, що спеціалізується в парному спортивному катанні. Спочатку в парі з українським фігуристом Дмитром Дунем, з 2012 — з турецьким фігуристом Альпером Учаром.

## Кар'єра
1997 — після конкурсного відбору почала займатися фігурним катанням. Перші тренери: Володимир і Лариса Барац (Харків).
1997-2001 — займалася жіночим одиночним катанням, отримала третій рейтинг по Україні.

### Пара Агафонова/Дунь
З 2001 — у парі з Дмитром Дунем. Пара вважалася перспективним українським дуетом, дебют — вересень 2004 року в Харбіні, Китай. Тренери: Галина Чурилова та Світлана Чернікова (Харків).
2006 — Агафонова / Дунь виграла свою першу срібну медаль JGP, у місті Тайбей (Тайвань).
2007–2008 — посіли 6-е місце у фіналі юніорського Гран-прі по фігурному катанню (Junior Grand Prix).
2008 — 7-е місце на чемпіонаті світу серед юніорів у Софії (Болгарія). Тренери: Світлана Чернікова, Марина Зуєва та Олександр Горшков.
2009-2010, після невдалого виступу на етапі Гран-прі в Стамбулі (Туреччина) фігуристи розійшлися.

### Пара Агафонова/Учар
2011 — Аліса переїхала до США, почала тренуватися в парі з турецьким фігуристом-одиночником Альпером Учаром (тренер: Наталія Дубова). На міжнародній арені вони представляли Туреччину.
2011 — срібні призери зимової Універсіади, (Ерзурум, Туреччина).
2012 — Агафонова / Учар посіли 26-е місце на чемпіонаті Європи в Шеффілді (Англія), 31-е на чемпіонаті світу в Ніцці (Франція).
2013 — 13-е місце на чемпіонаті Європи в Загребі (Хорватія), 28-е на чемпіонаті світу в Онтаріо (Канада). У Німеччині вибороли право виступати на ХХІІ зимових Олімпійських іграх.
2014 — 17-е місце на чемпіонат Європи в Будапешті (Угорщина), 20-е місце на Чемпіонаті світу в Сайтама (Японія). Уперше представляли Туреччину й посіли 22-е місце на ХХІІ зимових Олімпійських іграх (Сочі, Росія).
2015 — увійшли до 12-ти кращих пар з фігурного катання (чемпіонат Європи, Стокгольм, Швеція), посіли 16-те місці на чемпіонаті світу в місті Шанхай (Китай).
2016 — посіли 12-е місце на чемпіонаті Європи в Братиславі, Словаччина; 21-е на чемпіонаті світу в Бостоні, США.
2017 — 11-е місце на чемпіонаті Європи в місті Острава, Чехія. Це був найкращий континентальний результат у кар'єрі фігуристів. На Чемпіонаті світу в Хельсінкі, Фінляндія — 17-е місце . Завдяки цьому результату Туреччина отримала місце на турнірі з танцями на льоду на зимовій Олімпіаді 2018 року.
2018 — 13-е місце на чемпіонаті Європи в Москві, Росія.
Зимові Олімпійські ігри 2018, Пхьончхан (Південна Корея) — 20-е місце в короткому танці, 18-е місце у вільному танці.
2018, березень — оголосили про свою відставку.